# محمود فوزي (إعلامي)
محمود فوزي (1958 شبرا، القاهرة الكبرى - 2009)، هو صحفي وإعلامي مصري. شغل منصب رئيس تحرير مجلة أكتوبر، وأصدر العديد من الكتب من أشهرها موسوعة حكام مصر. وهو عضو مجلس إدارة دار المعارف وعضو مؤسس اتحاد كتاب مصر. تخرج من كلية الحقوق بجامعة الإسكندرية.

## الحياة العملية
عمل محمود فوزي وكيل نيابة وقدم استقالته وعمل في مجال الصحافة والاعلام. شغل منصب رئيس تحرير مجلة أكتوبر، قدم محمود فوزي عدة برامج من أشهرها برنامج «حوار على نار هادئة» الذي استضاف فيه كبار الشخصيات المصرية في مختلف المجالات..

## إصداراته
صدر للكاتب محمود فوزى أكثر من 107 كتب على مدار 35 عاما منها موسوعة حكام مصر في أربعة أجزاء، ووصفته صحيفة الفيجارو الفرنسية بأنه أبرز كتاب جيل الوسط السياسيين في مصر.

## جوائز
حصل محمود فوزي على عدة جوائز من نقابة الصحفيين في الحوار أعوام 1985، 1987، 1994، 1998، 2000 و2001، وأهم جائزة حصل عليها بالنسبة له جائزة علي أمين كأحسن صحفى عام 1987 والتي تسلمها من مصطفى أمين.

## وفاته
في 17 يوليو 2009، توفى محمود فوزى عن عمر يناهز 51 عاما إثر نزيف حاد في المخ.